# Aruncus
Aruncus is een geslacht uit de rozenfamilie.

## Soorten
- Aruncus dioicus (Walter) Fernald – Geitenbaard
- Aruncus gombalanus (Hand.-Mazz.) Hand.-Mazz.
- Aruncus parvulus Kom.
- Aruncus sylvester Kostel. ex Maxim.